# Bradyrhizobium lupini
Bradyrhizobium lupini (лат.) — вид клубеньковых азотофиксирующих эндосимбиотических бактерий. Бактерия образует клубеньки с растениями рода Люпин.

## Описание
Bradyrhizobium lupini — грамотрицательная бактерия размером от 1,1 до 3,3 мкм в длину и от 0,1 до 0,3 мкм в ширину. Характеризуется медленным ростом на дрожжевом водно-маннитовом агаре. Образует белые, влажные, слегка приподнятые и гладкие колонии. Плохо растёт на пептон-желатине из говяжьего экстракта. Незначительная продукция тирозиназы на тирозиновой среде. Кислотообразование из рамнозы, арабинозы и ксилозы в качестве источника углерода является положительным, тогда как галактозу в качестве источника углерода не использует. Образует корневые клубеньки на люпине белом, но не на сое.
Наиболее близкая типовому штамму USDA 3051 Bradyrhizobium lupini — Bradyrhizobium canariense (штамм BTA-1), с которым совпадение по гену 16S рРНК оказалось 99,8 %. Кроме этого, оба вида обладают схожими симбиотическими генами.